# 愛麗絲十番
愛麗絲十番（日语：／），是日本的7人組重金屬偶像組合。暱稱「愛麗十」或「十番」。所屬事務所是Alice Project。

## 概要
愛麗絲十番是由Pureful、Prism、Cherry Blossom三個組合的成員集結而成的復合組合。舞台表演以舞台跳水、搖頭等和觀眾互動的重金屬風格表演為特徵。2013年1月4日起在位於秋葉原之常駐劇場「P.A.R.M.S」進行毎天公演。
組合名稱取所屬事務所Alice Project、以及事務所在地名稱東京都港區麻布十番而來，粉絲們的統稱是「毀滅者☆」。現任Center是自2018年12月3日就任至今的森下舞櫻。

## 成員
| 姓名     | 生年月日       | 出身地   | 暱稱   | 應援色 | 粉絲總稱 | 備註                                               |
| -------- | -------------- | -------- | ------ | ------ | -------- | -------------------------------------------------- |
| 川村虹花 | 1995年12月26日 | 神奈川縣 | 大猩猩 | 白色   | 川村軍團 | 兼任Prism、偶像妖怪Kawayushi♥成員                  |
| 木下友里 | 2002年3月3日   | 東京都   |        | 藍色   |          | 兼任Pureful、TOPPING GIRLS FTTB、Sanpoin委員會成員 |
| 楠木麻友 | 1992年10月13日 | 東京都   |        | 水色   |          | 兼任Cherry Blossom、肉汁女孩成員                   |
| 桑名利瑠 | 1995年10月12日 | 大阪府   |        | 紫色   |          |                                                    |
| 涼邑芹   | 1998年8月5日   | 千葉縣   |        | 橙色   |          |                                                    |
| 海月咲希 | 1995年9月16日  | 鹿兒島縣 |        | 黃色   |          |                                                    |
| 森下舞櫻 | 2002年11月11日 | 長野縣   |        | 紅色   |          | 第2代紅色假面（第3代Center）                       |

## 前成員
| 名前       | 生年月日       | 出身地   | 暱稱     | 備注 |
| ---------- | -------------- | -------- | -------- | --- |
| 藍川千佳   | 1990年3月8日   | 福井縣   |          | 2011年10月28日起宣佈休養，暫停愛麗絲十番活動。2012年12月21日於個人網誌宣佈停止演藝活動，並離開Alice Project。                  |
| 小板橋優姬 | 1990年6月6日   | 茨城縣   |          | 2011年10月30日因此前與粉絲私下聯絡遭到解僱。                                                                                   |
|            | 1995年2月1日   | 千葉縣   |          | 2011年11月16日宣佈因學業落後將在11月20日離隊，後未再歸隊。                                                                     |
| 龜田伶央奈 | 1993年10月18日 | 東京都   |          | 2012年3月29日因此前私自開設社交媒體帳號與粉絲聯絡受到謹慎處分，離開愛麗絲十番。加入蒸汽女孩不久後在2014年4月30日畢業。         |
| 綾瀨亞美   | 1991年9月2日   | 長野縣   |          | 2012年3月29日因此前私自開設社交媒體帳號與粉絲聯絡遭到解僱，離開愛麗絲十番。                                                    |
| 臺真理繪   | 1987年6月1日   | 東京都   |          | 2012年3月29日因此前私自開設社交媒體帳號與粉絲聯絡遭到解僱，離開愛麗絲十番。                                                    |
| 鈴木真實   | 1994年10月23日 | 埼玉縣   |          | 2012年3月29日因此前私自開設社交媒體帳號與粉絲聯絡遭到解僱，離開愛麗絲十番。                                                    |
| 綾川小麥   | 1991年8月14日  | 靜岡縣   |          | 2012年4月13日畢業，Pureful前成員。                                                                                             |
| 麻友美     | 1992年3月9日   | 岐阜縣   |          | 2011年9月9日因此前在節目錄製時遲到遭到離隊處分。2012年4月16日復歸，但在同年12月2日因家庭因素再度離隊。                         |
| 鹽谷彩香   | 1992年9月24日  | 千葉縣   |          | 2013年7月11日因此前與粉絲私下聯絡遭到離隊處分，並離開Alice Project。                                                           |
| 桐谷真央   | 1993年10月6日  | 神奈川縣 |          | 2013年7月21日畢業，之後仍有進行Prism的活動，但亦在2014年6月28日畢業。                                                          |
| 月村麗華   | 1986年8月21日  | 神奈川縣 | 總長     | 2013年7月28日畢業，現為Alice Project經理人，Pureful前成員。                                                                    |
| 藤崎麻美   | 1989年11月9日  | 東京都   |          | 2014年6月1日畢業，Pureful前成員。                                                                                              |
| 早瀨愛夢   | 1990年10月18日 | 奈良縣   |          | 2015年3月11日畢業，Cherry Blossom、偶像妖怪Kawayushi♥前成員。                                                                  |
|            | 1989年8月2日   | 神奈川縣 | まありん | 2015年4月12日畢業，Cherry Blossom、遊戲女孩前成員。                                                                            |
|            | 1996年11月6日  | 長野縣   |          | 2017年1月3日畢業，Prism、蒸汽女孩前成員。                                                                                      |
| 森歌音     | 1990年2月11日  | 北海道   |          | 2018年7月7日畢業，Pureful、街角景氣☆假面女子↑、遊戲女孩、Alice of Nightmare前成員。                                            |
| 神谷惠里奈 | 1991年10月15日 | 靜岡縣   |          | 2018年11月23日畢業，Cherry Blossom前成員。                                                                                     |
| 立花杏奈   | 1992年2月29日  | 東京都   |          | 2018年11月25日畢業，2019年5月31日離開Alice Project並退出演藝界。前Center，Cherry Blossom、遊戲女孩、Alice of Nightmare前成員。 |
| 坂本舞菜   | 1996年10月13日 | 神奈川縣 |          | 2018年12月2日畢業，Pureful、蒸汽女孩前成員。                                                                                   |
| 水澤舞     | 1991年5月2日   | 大阪府   |          | 2018年12月29日畢業，Pureful、蒸汽女孩前成員。                                                                                  |
| 櫻和花     | 1990年8月12日  | 京都府   |          | 2018年12月30日畢業，前假面女子、愛麗絲十番領隊，Pureful、遊戲女孩、TOPPING GIRLS前成員。                                       |
| 櫻雪       | 1992年12月12日 | 三重縣   |          | 2019年3月31日畢業，後投身政界參選澀谷區議員並當選。Cherry Blossom、街角景氣☆假面女子↑、遊戲女孩前成員。                        |
| 小島夕佳   | 1996年3月20日  | 新潟縣   |          | 2019年9月15日移籍至蒸汽女孩。                                                                                                  |

## 活動略歷
2011年
- 7月24日 由Pureful、Prism、Cherry Blossom三個組合的成員，外加藍川千佳、麻友美組成的愛麗絲十番正式成立。
- 8月17日 出演富士電視台御台場合眾國「NEW EAST LIVE」（舞台「陸奧合眾國」）演唱會。
- 8月27日
  - 出演「TOKYO IDOL FESTIVAL2011 Eco & Smile（日语：TOKYO IDOL FESTIVAL）」（富士電視台灣岸工作室（日语：フジテレビ湾岸スタジオ） SKY STAGE）兩場公演。
  - 出演東京電視台系列節目「月刊MelodiX!」。
- 8月28日 出演「TOKYO IDOL FESTIVAL2011 Eco & Smile」（富士電視台灣岸工作室 SMILE GARDEN、SKY STAGE、DOLL FACTORY）三場公演。
- 9月3日 出演「芝浦流行音樂節 Vol.17〜 綾川小麥復活祭〜」、「芝浦流行音樂節 Vol.18〜 綾川小麦復活祭〜」（芝浦studioCube326 ARK[8]）。
- 9月5日－25日 全力喫茶店「愛麗絲十番的Maru Maru Mori Mori全力Party」開業。
- 9月9日 麻友美離隊。
- 10月17日 出演千葉電視台「Girls pop'n Party」公開錄影活動。同月歌曲《believe road》被選為朝日電視台節目「地井散步」片尾曲（至12月15日為止）。

2012年
- 2月25日 TBS『ニュースキャスター 情報7days ニュースキャスター （页面存档备份，存于）』演出。

- 2月29日 - 3月6日 『マルイシティ渋谷&ヴィレッジヴァンガードPRESENTS トッピング☆ガールズ2.0 セカンドシングル発売イベント〜目指せオリコン1位!〜』（丸井市涉谷1樓活動場地）演出。

- 3月22日 日本電視台『ZIP! （页面存档备份，存于）』、讀賣電視台『す・またん! 朝生ワイド す・またん!]』VTR出演。

- 3月24日 Sky PerfecTV!Music Japan TV『Shohjo隊あいどる☆一番星』（Asobit City 秋葉原店 B1）錄影演出。

- 3月28日 TBS系列『世界の恐怖映像|世界の恐怖映像2012!超凄い!ありえない!春の絶叫祭り最強SP』現場演出[9]。

- 3月28日あっ!とおどろく放送局『東京超人俱樂部』以嘉賓身份出藉[10]。

- 3月29日 綾瀬亜美、臺真理絵、鈴木真実三名成員因不純交際被解僱、亀田伶央奈則作反省處分[11]。

- 3月31日 - 4月8日 葛西臨海公園春節『東日本大震災復興支援イベント believe nippon〜信じるという心。信じるという絆。〜』[12]（葛西臨海公園展望廣場）イメージアイドルユニット

- 4月13日 綾川小麥從愛麗絲十番畢業發表。

- 4月16日 麻友美重新再加入。

- 4月21日 - 4月22日 春のラジ館まつり2012『秋葉原無線電會館』[13]（Bellesalle秋葉原1F活動大廳）演出。

- 4月25日 桐谷真央以愛麗絲十番成員身份參加由秋葉工房舉辦的「ALLOVER」成員選舉[14]（9月28日從愛麗絲十番中畢業）

- 5月13日 愛麗絲十番的候補生組成「OZ (アイドルグループ)|OZ] （页面存档备份，存于） （オズ）」[15]。

- 8月4日 - 5日『TOKYO IDOL FESTIVAL#2012年|TOKYO IDOL FESTIVAL2012 （页面存档备份，存于）』參演。

- 9月1日 『EAT THE ROCK 2012〜龍王食音祭〜』參演。

- 9月15日 『INAZUMA ROCK FES 2012（代表秋葉原）』參演。

- 9月28日 『ALLOVER主辦 Idol Stadium 』[16]演出。

- 10月21日 愛麗絲十番的候補生「蒸汽女孩 (スチームガールズ)」組成[17]。

- 12月2日 麻友美在自己的BLOG發表會再次退出愛麗絲十番。

- 12月23日 在常駐劇場P.A.R.M.S開演『愛麗絲夜 (アリスマス)』第一日

- 12月24日 常駐劇場P.A.R.M.S『愛麗絲夜 (アリスマス)』第二日

- 12月25日 常駐劇場P.A.R.M.S『愛麗絲夜 (アリスマス)』最終日

- 12月30日 芝浦主辦愛麗絲十番粉絲總稱「デストロイヤー☆」

- 12月31日 P.A.R.M.S Countdown Live 第4次公演（お昼の部、無銭の部、夜の部、年越しの部）

2013年
- 1月1日 立花あんな （页面存档备份，存于）成為新Center。

- 1月1日 除夕新曲『アリスのロッキン・ホラー・ショー』發表及禮品版發售

- 1月3日 Aipara 1st Anniversary Live 『IDOL 初詣 （页面存档备份，存于）』

- 1月4日 - 1月6日 常設劇場P.A.R.M.S 3部制 LIVE

- 1月7日 - 1月11日 常設劇場P.A.R.M.S 2部制 LIVE

- 1月8日 新宿LOFT （页面存档备份，存于）『master+mind』presents【Rock is Culture 2013】

- 1月12日 秋葉原UDX『第3回秋葉原発!萌えクィーンコンテスト』現場客串。

- 4月3日 常設劇場P.A.R.M.Sにてワンマンライブを行った

- 7月11日 塩谷彩香が退出。

- 7月21日 桐谷真央が畢業。

- 7月28日 月村麗華が畢業。

- 8月4日 川村虹花が加入。

2014年
- 4月6日 桜雪が加入。

- 5月3日 仮面女子としてZepp Tokyoにてワンマンライブを行う。

- 6月1日 藤崎麻美が宣佈畢業。

- 6月21日 仮面女子として『第10回宮古島ロックフェス』ライブ出演。

2015年
- 3月11日 早瀬愛夢畢業。

- 4月12日 渡辺まありが畢業。

- 4月26日 澤田リサが加入(不定期出演)。

- 11月28日 澤田リサが宣佈入院休養。

2016年
- 11月21日 澤田リサが宣佈畢業並退出藝能界。

## 媒體

### 電台節目
- アリス十番のDEATH☆TROY NIGHT!（NACK5）

## 單曲
- 夏だね☆
- シンデレラ
- Dive-E
- LOVE&JOY
- believe road　：テレビ朝日『ちい散歩』エンディングテーマ
- スケルトンスカイ
- 真・アドベンチャー
- 負けないで☆
- リア充に負けないで★
- ハピ☆バデ
- アリスのロッキン・ホラー・ショー
- 全開☆ヒーロー
- MAD-CROC☆BANGING　：エナジードリンク『MAD-CROC』オフィシャルソング[23]
- Fusion☆Girl
- ニコニコキノコフレンズ
- アリスの時間
- 最強☆サマー
- FLY HIGH !!!!!!!
- ジャンピン☆ベイベー
- 虹花　　：2015年川村虹花生誕祭で発表された幻の楽曲、よく似た「二十歳(はたち)」という楽曲もアリ

愛麗絲十番名義
- 夏だね☆/負けないで☆/リア充に負けないで★（2012年7月4日初回版 CD+DVD Limited Edition)
- 夏だね☆/負けないで☆（2012年7月4日）

愛麗絲十番×蒸汽女孩「假面女子」名義
- 「仮面女子」（2013年3月6日）Oricon公信榜日榜第6位[18]、周榜第13位[19][20]。

1. 全開☆ヒーロー（愛麗絲十番）
2. HIGH and LOW（蒸汽女孩）
3. Wohhhh!!!!☆（愛麗絲十番×蒸汽女孩）

- 妄想日記（2013年12月11日）Oricon公信榜日榜第3位、周榜第4位。

1. 妄想日記：SID的名曲作為封面
2. 天地-AMATSUCHI-：網遊「真・女神轉生IMAGINE」的合作曲
3. ハル・メギド　※三首曲目根據 CD Type (A～F) 而不同。

## 備註
1. ↑  . 東Spo Web. 2012-10-28  [2020-06-09]. （原始内容存档于2020-06-09） （日语）.
2. ↑  . ZAKZAK. 2011-10-31  [2020-06-07]. （原始内容存档于2020-06-07） （日语）.
3. ↑  . . . 2011-11-16  [2020-06-07] （日语）.[]
4. 1 2  . . 2012-04-10  [2020-06-07]. （原始内容存档于2020-06-07） （日语）.
5. ↑  麻友美. . . 2011-09-09  [2020-06-07]. （原始内容存档于2013-12-31） （日语）.
6. ↑  . 東Spo Web. 2012-12-02  [2020-06-07]. （原始内容存档于2020-06-07） （日语）.
7. ↑  . SANSPO.COM. 2019-04-22  [2020-06-03]. （原始内容存档于2019-04-22） （日语）.
8. ↑  . Studio Cube 326.   [2020-06-09]. （原始内容存档于2020-09-27） （日语）.
9. ↑  世界の恐怖映像20121超凄い1ありえない!春の絶叫祭り最強SP
10. ↑  東京超人俱樂部
11. ↑  新聞:ファンと交際で解雇された元アイドルに衝撃事実！ 事前に「（アイドル辞める）いいきっかけになった」と告白RocketNews24 2012年4月10日
12. ↑  believe nippon愛麗絲十番記者會 的存檔，存档日期2014-04-14.(WWSチャンネル)
13. ↑  愛麗絲十番インタビュー│春のラジ館まつり2012『カレーまつり』 的存檔，存档日期2014-04-14.(WWSチャンネル)
14. ↑  ALLOVER直播視頻 的存檔，存档日期2013-07-13.(WWSチャンネル)。
15. ↑  新聞:新ユニット「OZ」がデビュー （页面存档备份，存于） 東京スポーツ 2012年06月05日18時00分
16. ↑  直播視頻『ハピ☆バデ』 的存檔，存档日期2013-09-01.(WWSチャンネル)
17. ↑  防毒面具女子集團 (ガスマスク女子集団)「蒸汽女孩 (スチームガールズ)」首度亮相 （页面存档备份，存于） 東京體育館 2012年10月22日01時17分
18. ↑  アリス十番×スチガのコラボ曲初披露!『仮面女子』オリコンデイリー6位の好発進! （页面存档备份，存于） 芸能ニュースラウンジ 2013年3月16日閲覧。
19. ↑  アリスプロジェクト常設劇場の入場者2万人突破 オリコン13位についてアリス十番メンバーのコメント （页面存档备份，存于） 東京スポーツ 2013年3月18日閲覧。
20. ↑  アリス十番、スチガ『仮面女子』オリコン週間13位に感激コメント！「びっくらこきました」 （页面存档备份，存于）芸能ニュースラウンジ 2013年3月19日閲覧。

## 外部連結
- AliceProject -Official Site- （页面存档备份，存于）
- アリス十番 Official Web Site （页面存档备份，存于）
- ダイブするアイドル＠アリス十番Facebook （页面存档备份，存于）
- アリス十番 Official　BLOG （页面存档备份，存于）
- 桜のどか「桜ワン☆さか のどかな毎日」 （页面存档备份，存于）
- 立花あんな「立花あんなのあんないずでいず♪」 （页面存档备份，存于）
- 森カノン「可ノン性は無限大∞!!!」 （页面存档备份，存于）
- 川村虹花「川村虹花のなあちゃんにっき♪」 （页面存档备份，存于）
- 桜雪「桜雪の東大のすすめ」 （页面存档备份，存于）
- 澤田リサ「子どもじゃないもん。 （页面存档备份，存于）
- 塩谷彩香のぴぃ☆にっき （页面存档备份，存于）
- 早瀬愛夢のあむにゃん戯れにっき （页面存档备份，存于）
- 桐谷真央のfrom mao. （页面存档备份，存于）